# Liparis zonatus
Liparis zonatus är en fiskart som beskrevs av Chernova, Stein och Anatoly Petrovich Andriashev 2004. Liparis zonatus ingår i släktet Liparis och familjen Liparidae. Inga underarter finns listade i Catalogue of Life.